# Anania funebris
Anania funebris ist ein (Klein-) Schmetterling aus der Familie der Crambidae.

## Merkmale
Die Falter haben eine Flügelspannweite von 21 Millimeter (bzw. eine Vorderflügellänge von 9 bis 10 Millimeter). Vorder- und Hinterflügel sind schwarz. Jeder Flügel weist je zwei große, scharf gezeichnete weiße Flecke auf. Auf dem Vorderflügel befindet sich der distale Fleck etwa in der Mitte zwischen Vorder- und Innenrand. Er ist meist elliptisch und liegt quer zur Längsachse des Flügels. Der proximale Fleck ist rundlich bis leicht längselliptisch, selten auch eckig wirkend, und befindet sich in der Nähe des Innenrandes. Auf dem Vorderflügel tritt häufig noch ein dritter, kleiner Fleck auf. Dieser hat eine sehr variable Größe und kann gelegentlich auch fehlen. Er liegt auf der Höhe des proximalen Flecks, aber näher zum Kostalrand. Er ist häufig sehr verwaschen, selten scharf gezeichnet, gelegentlich auch längselliptisch. Die Tegulae sind ockergelb.
Die Raupe ist gelblichweiß gefärbt und besitzt grüne Längslinien. Der Kopf ist bräunlich weiß.
Die Puppe ist 8,5 bis 10,0 Millimeter lang und rotbraun gefärbt. Die Oberfläche ist fein papillös, stellenweise auch gerunzelt. Der verdunkelte Kremaster ist relativ lang und am Ende abgestumpft. Die Borsten sind hakenförmig und am Kremasterende konzentriert.

## Geographische Verbreitung
Die Art ist in Mittel- und Nordeuropa verbreitet, sehr lokal auch in Südeuropa. Das Verbreitungsgebiet erstreckt sich weiter über das südliche Sibirien und Transbaikalien bis in den Russischen Fernen Osten und in die Nearktis. Sie ist auch in Armenien nachgewiesen.
Die Art bevorzugt trockene, aber auch frische Stellen in der offenen Landschaft und an Waldrändern. Sie ist sehr lokal verbreitet und meist selten. In den Alpen steigt sie bis auf mindestens 2300 Meter.

## Lebensweise
Die Art bilden zwei Generationen pro Jahr, deren Falter von Mai bis August fliegen. Die Falter sind tagaktiv und fliegen meist um die Nahrungspflanzen der Raupen herum. Die oligophagen Raupen ernähren sich von Goldruten (Solidago), Färber-Ginster (Genista tinctoria) und Schwarzwerdendem Geißklee (Cytisus nigricans). Die Raupe lebt zwischen zusammen gesponnenen Blüten oder fertigt eine Gespinströhre an den unteren Blätter der Nahrungspflanze an. Die Raupe überwintert und verpuppt sich im Frühjahr.

## Systematik und Taxonomie
Das Taxon wurde 1768 von Hans Strøm (auch Hans Ström geschrieben) als Phalaena Geometra funebris erstmals wissenschaftlich beschrieben. Der Name wurde häufig als Synonym von Phalaena octomaculata Linné betrachtet, da das Publikationsdatum der letzteren Art falsch bestimmt worden war (1767 statt korrekt 1771). Diese Art ist die Typusart der Gattung Anania Hübner, 1823. Phalaena octomaculata Linné, 1771 wird heute als Synonym von Anania funebris betrachtet.

## Belege